# Байюй цзин
Байюй цзин 百喻經 («Сутра ста притч») — сборник буддийских анекдотов индийского происхождения, переведенный на китайский язык в 479—492 гг. (Южная Ци).
Написан на среднекитайском языке, излагается в форме проповеди брахманам, полемически изображая недостатки некоторых традиционных духовных практик.
Среди поклонников Байюй цзина был Лу Синь (1881—1936): он спонсировал два его переиздания (1914 и 1926), а также написал предисловие ко второму из них.